# オトミミ∞インフィニティー
『オトミミ∞インフィニティー』は、ゲームブランド・あっぷりけ -妹-が制作した恋愛アドベンチャーゲーム、およびそれを原作としたメディアミックス作品。

## 作品概要
ゲームブランド・あっぷりけ -妹-が制作した第4作目の恋愛アドベンチャーゲームである『オトミミ∞インフィニティー』は、Windows用ゲームとして開発され、18禁ゲームとして2011年9月22日に発売された。

## あらすじ
獣人が差別を受ける世界。
人間の少年・狭川大和は、 獣人の少女の可愛さを肯定する、人間にしては少々変わった人物。
色々な意味で大和をかわいがる姉から逃れるべく、外に飛び出したところ、車にはねられた。
気が付くと、大和は彼をはねた車の所有者が運営する"オトミミ運送"にいた。
そこで働くのは獣人であることと各々が抱える問題から、一層世間に疎まれている『海の藻くずたち（デブリーズ）』と呼ばれる少女たちだった。
事故のことを覚えていない彼は、命を助けてくれた所有者に感謝し、オトミミ運送で働くことを決意した。
だが、彼の住む島の知事が獣人を隔離する条例を出そうと計画していた。

## 登場人物

### メインキャラクター
狭川 大和(さがわ やまと)
声：なし
種族：人間
本作の主人公。獣人が大好きでにゃんにゃんしたいと思っている。しかし姉が(いろいろな意味で)大和を溺愛しているので逃げる毎日を送っていた。
鈴音 まよい(すずね まよい)
声：雪都さお梨
種族：猫
オトミミ運送へ大和より以前に来た少女。恥ずかしがり屋で協調性に欠けているが、できることの多い人物。
小屋 茶々子(こや ちゃちゃこ)
声：小倉結衣
種族：犬
ドジだがやる気に満ち、幸運に恵まれた少女。
草原 羽根美(くさはら はねみ)
声：みる
種族：ウサギ
気弱だが、他社との交流を好む少女。
おとなしい性格だが、ハンドルを握ると人が変わる。
深山 紺(みやま こん)
声：桃井穂美
種族：狐
屏風 てとら(びょうぶ てとら)
声：手塚りょうこ
種族：トラ
完璧主義の少女。

### サブキャラクター
南雲 涼子(なぐも りょうこ)
声：藍川珪
種族：熊
魚交 珊瑚(とまじり さんご)
声:鈴谷まや
種族：サメ
海賊シャーク一家のボスにして、ヒロインたちの同級生である少女。

## スタッフ
- 原画：青鳩こばと / 八坂ミナト
- シナリオ：黒曜石
- 音楽：鷹石しのぶ、Megumira　- メグミラ -（オープニング主題歌）、Over The Rainbow（エンディング主題歌）
  - オープニング主題歌「Megumira　- メグミラ -」
    - 作詞：wight、作曲・編曲：wight、歌：Barbarian On The Groove feat. 真理絵

  - エンディング主題歌「Over The Rainbow」
    - 作詞：wight、作曲・編曲：wight、歌：Barbarian On The Groove feat.古都美珠